# Ornithogalum hyrcanum
Ornithogalum hyrcanum là một loài thực vật có hoa trong họ Măng tây. Loài này được Grossh. mô tả khoa học đầu tiên năm 1928.